# Bålgryde
Bålgryde er en variant af en gryde beregnet til madlavning over bål. For at gøre gryden nemmere at rengøre efter brug kan den smøres ind i brun sæbe på ydersiden inden brug. 